# Seznam zkratek používaných v církevních dokumentech
Seznam obsahuje zkratky používané v církevních dokumentech, případně i v jiných, příbuzných pracích.
- Alr. – Aliter („jinak“)
- Canice. – Canonice („kanonicky“)
- Epus. – Episcopus („biskup“)
- Fr. – Frater („bratr“)
- Pontus. – Pontificatus („pontifikát“)
- PP. – Papa („papež“)
- P. – Pater („otec“, označení pro řádového kněze)
- Pr. – Pater („otec“)
- R. D. – Reverendus Dominus („důstojný pán“, označení pro diecézního kněze)
- Vrae. – Vestrae („Váš“)